# Oumar Niasse
El Hadji Baye Oumar Niasse, (født 18. april 1990), er en senegalesisk fodboldspiller som er angrebsspiller for Burton Albion.
Den 1. februar 2016 skiftede Niasse til Everton, hvor han underskreven 4,5-årskontrakt.